# Mette Ove Petersen
Mette Ove Petersen (* 15. Januar 1934 in Kopenhagen) ist eine ehemalige dänische Schwimmerin.

## Karriere
Ove Petersen nahm 1950 an den Schwimmeuropameisterschaften teil. Dort gewann sie mit der Staffel über 4 × 100 m Freistil Silber. Zwei Jahre später war sie Teilnehmerin der Olympischen Spiele in Helsinki. In den Einzeldisziplinen über 100 m und 400 m Freistil schied sie als 18. bzw. 17. bei 16 weiterkommenden Athletinnen knapp im Vorlauf aus, mit der Staffel über 4 × 100 m Freistil erreichte sie den vierten Rang.